# Lotshemman
Lotshemman kallades de jordbruksfastigheter (bondgårdar) i svenska och finländska skärgårdarna, vars innehavare var ålagda att tjänstgöra som lotsar vid en närbelägen lotsstation. För lotsningsbesväret åtnjöt de vissa skattemässiga friheter.
Gustaf Vasa (Gustaf I) ålade först allmogen i vissa kusttrakter att, i stället för att utgöra vanliga skatter, avlöna "styrmän" för konungens skepp. Sedermera blev genom särskilda resolutioner på 1500- och 1600-talen många skärgårdshemman förklarade för lotshemman, emot det att åborna fick vissa friheter, såsom befrielse från utskrivning, skjuts med mera. Och genom beslut vid 1655 års riksdag stadgades, att åtskilliga hemman under benämning styrmanshemman skulle läggas under amiralitetet. Dessa hemman förklarades sedermera vid Karl XI:s reduktion vara för kronan omistliga gods.
Var ett sådant hemman av krononatur, så fick värdskapet inte lämnas åt någon annan än den, som var kunnig i lotsväsendet, och ett värdskap som en gång erhållits, kunde bibehållas endast genom fullgörandet av lotsningsskyldigheten. Försummades denna skyldighet vid ett lotshemman av skattenatur, så var skatterätten en borgen därför. Hemmansbrukaren (bonden) behövde nödvändigtvis inte själv vara lots. Han kunde fullgöra denna skyldighet på annat sätt, nämligen genom att anlita en annan person såsom lots, åt vilken han avstod plats till bostad med någon betesmark, samt rättighet till fiske. Ordnades lotsningen på detta sätt, så fick hemmanet behålla sina friheter såsom lotshemman.
Nya lotshemman tillkom genom fördrag emellan jordägare och kronan, då den förra antingen åtog sig lotsning, när lotsarnes antal behövde ökas, eller också avsatte plats till boställe och underhåll för lotsen.